# Matthias Jaissle
Matthias Jaissle (Nürtingen, 5 de abril de 1988) é um ex-futebolista e treinador de futebol alemão que atuava como zagueiro. Atualmente comanda o Al-Ahli.[carece de fontes?]

## Carreira como jogador
Tendo passado pela base do TSV Neckartailfingen e do Stuttgart, Jaissle defendeu apenas o Hoffenheim durante sua curta carreira profissional, que durou entre 2007 e 2014. Alternando entre os times principal e reserva, fez parte do elenco que conquistou o acesso à Bundesliga de 2008–09. Uma sequência de lesões forçou o zagueiro a pendurar as chuteiras com apenas 25 anos.

## Carreira internacional
Defendeu as seleções Sub-20 e Sub-21 da Alemanha entre 2008 e 2009, tendo atuado por ambas apenas uma vez.

## Carreira de técnico
Depois de trabalhar como auxiliar-técnico na base do Red Bull Salzburg, Jaissle exerceria a função no time principal do Brøndby entre 2017 e 2019, voltando à equipe austríaca neste último ano para treinar o time Sub-18.
Em janeiro de 2021, foi promovido ao comando técnico do Liefering (equipe B do Salzburg), assumindo a equipe principal dos Touros Vermelhos em julho do mesmo ano, conquistando 2 vezes o Campeonato Austríaco e vencendo uma Copa da Áustria, além de ter classificado o Salzburg pela primeira vez à fase de grupos da Liga dos Campeões da UEFA. Seu desempenho levou o clube a renovar o contrato de Jaissle até junho de 2025, mas o técnico deixaria o Salzburg na véspera do inicio do Campeonato Austríaco de 2023–24, assinando pouco depois com o Al-Ahli, equipe da primeira divisão do Campeonato Saudita.

## Títulos
Red Bull Salzburg
- Campeonato Austríaco: 2021–22, 2022–23
- Copa da Áustria: 2021–22

Al-Ahli Saudi
- Liga dos Campeões da AFC: 2024–25